# Stephanus-Kirche (Berlin-Zehlendorf)

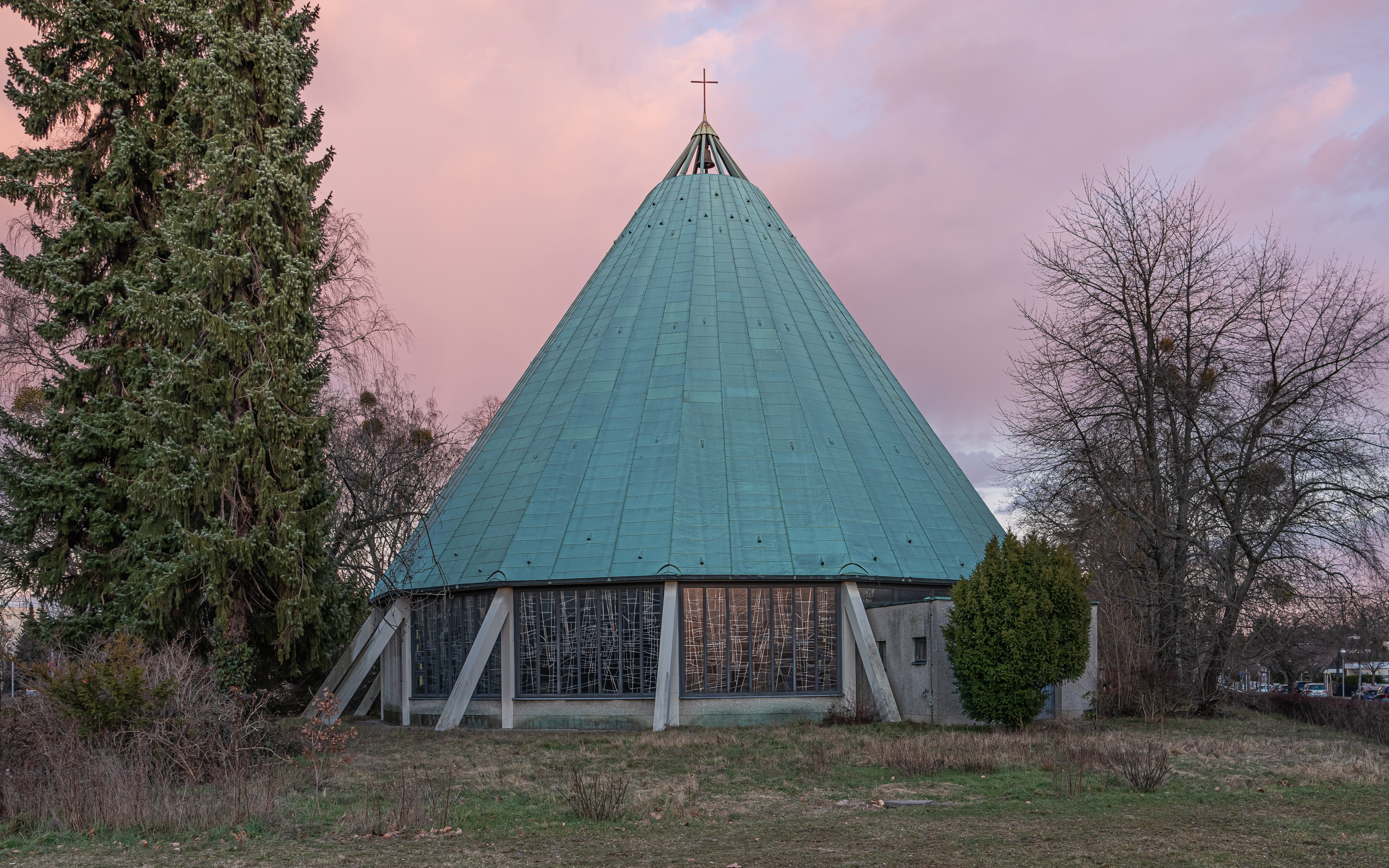
Stephanuskirche Zehlendorf

Die evangelische Stephanuskirche, von Otto Risse und seinem Partner Hans Geber im Architekturstil der Nachkriegsmoderne 1960–1961 gebaut, steht an der Ecke Hochbaum-/Mühlenstraße im Berliner Ortsteil Zehlendorf des Bezirks Steglitz-Zehlendorf. Das Gebäudeensemble aus dem Zentralbau der Kirche und dem freistehenden Glockenturm steht unter Denkmalschutz.

## Geschichte
Die Kirchengemeinde Zehlendorf wurde 1948 in vier Predigtbezirke aufgeteilt, im Süd-Bezirk wurden zunächst in der heutigen Leo-Baeck-Straße in einer Baracke Gottesdienste gefeiert. Für den östlichen Teil des Süd-Bezirks, der sich zur Stephanus-Gemeinde abspaltete (sie hieß so von Anfang an), wurde 1950 eine alte Wehrmachts-Baracke an der Ecke Mühlenstraße/Im Mühlenfelde aufgestellt und am 9. September 1951 eingeweiht. Damals hatte die Kirchenleitung die Devise ausgegeben, kleine Kirchen vor Ort zu bauen. In Anbetracht der Größen beider Gemeindeteile, die sich beide in Baracken versammelten, wurde beschlossen, dass beide Teile der Kirchengemeinde Zehlendorf-Süd eigene Kirchen erhalten und beide voneinander getrennt werden sollten. Bereits 1952 war ein Kirchenbauverein gegründet worden, der die Vorbereitungen für den Bau der Kirche zur Heimat durchzuführen hatte, wie Grundstücksbeschaffung, Finanzierung und Bauplanung. Am 10. Februar 1955 wurde der Kirchenbauverein für den Pfarrbezirk Stephanus gegründet. Die dem Märtyrer Stephanus gewidmete Kirche sollte von Anfang an ihrem heutigen Standort entstehen und auch die Mitte eines Gemeindezentrums bilden. Mit Wirkung vom 1. November 1955 wurde die Evangelische Kirchengemeinde Stephanus formell gegründet. 1957 begann Otto Risse mit der Bauplanung für die Kirche und das Gemeindezentrum. Die Planung und die Ausführung dauerten von 1957 bis 1961. Die Grundsteinlegung war am 30. März 1960, die Einweihung am 2. September 1961. Die Gesamtkosten betrugen 509.728 DM (kaufkraftbereinigt in heutiger Währung: rund 1.385.000 Euro).

## Baubeschreibung

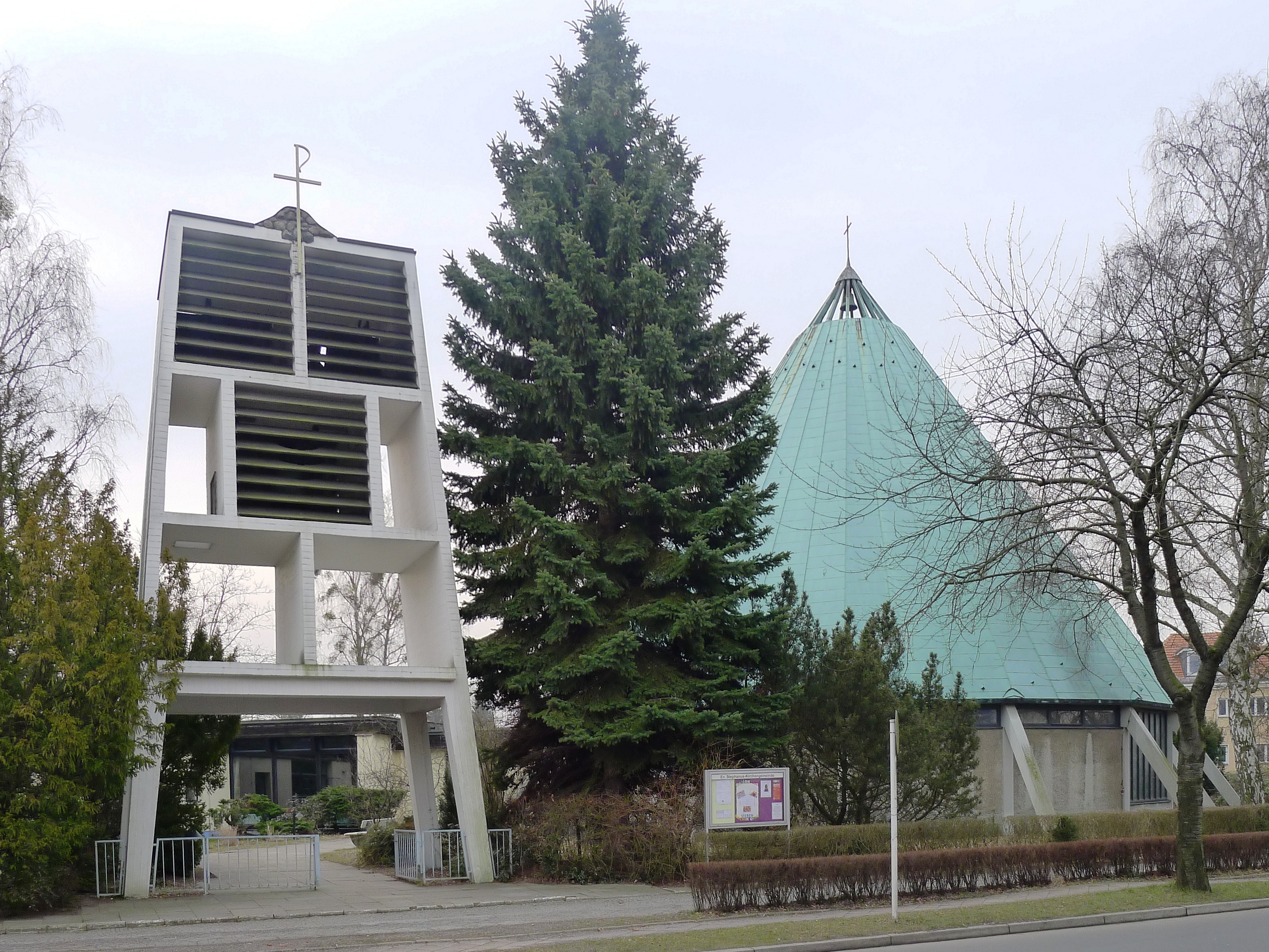
Die Kirche mit Campanile

Beim Nurdachhaus sind die Sparren im unteren Bereich bis zum Erdboden herunter geführt. Neben dieser reinen Zeltform existieren aber auch Konzeptionen, die das Zelt erst oberhalb einer niedrigen Wand beginnen lassen, wie bei dieser Kirche. Das Kirchenschiff hat einen vierzehneckigen Grundriss. Sein Wandskelett besteht aus einem Ringanker, der auf Stützen ruht, die außen mit Streben versehen sind. Alle Bauteile sind aus Stahlbeton. Darüber erheben sich in der Flucht der Strebebogen die hölzernen Sparren des Zeltdachs. Von innen besteht die Dachhaut aus einer Holzverschalung, von außen ist sie mit Kupferblech verkleidet. An der Spitze hat das Dach ein Oberlicht. Der Altar, ferner die Kanzel und das Taufbecken stehen auf dem um drei Stufen erhöhten Ambo, der sich an der Westseite befindet, unmittelbar vor den drei Wandfeldern zwischen den Stützen aus farbigem Glas, die vom Fußboden bis zum Ringanker reichen. Willy Rakuttis entwarf die abstrakte Glasmalerei. Ein niedriges Fensterband aus farblosem Glas, oberhalb der hohen Betonmauer bis unterhalb des Ringankers, umspannen die übrigen Wandfelder bis auf die im Bereich der Orgel-Empore. Im Wandfeld neben der Kanzel befindet sich eine Tür, die in den Anbau für die Sakristei führt. Die Stephanuskirche ist eine Märtyrerkirche, bei der nach altkirchlicher Bautradition der Altar im Westen aufgestellt ist, obwohl bei einem Zentralbau der Altar auch in der Mitte stehen kann.
Der Campanile ist viergeschossig und verjüngt sich nach oben. Zu ebener Erde besteht er aus vier Stützen. Darüber, zwischen zwei Betonscheiben, ist er offen. Nur die Schalllöcher sind zur Reduzierung der Schallausbreitung mit Lamellen verkleidet.

## Geläut
Im Campanile hängen drei Glocken aus Bronze, die 1961 in der Glockengießerei Petit & Gebr. Edelbrock hergestellt wurden.
| Schlagton | Gewicht (kg) | Durchmesser (cm) | Höhe (cm) | Inschrift |
| --------- | ------------ | ---------------- | --------- | --------- |
| gis′      | 550          | 98               | 79        | BITTET    |
| h′        | 310          | 81               | 64        | DANKET    |
| cis″      | 220          | 71               | 59        | LOBET     |

Die Dachhaut reicht nur bis zum Oberlicht. In der Spitze darüber, wo sich die Sparren treffen, hängt eine vierte Bronzeglocke, die Vaterunser-Glocke, ebenfalls von Petit & Gebr. Edelbrock gegossen. Sie wiegt 150 kg, misst 63 cm im Durchmesser und 54 cm in der Höhe und klingt im Schlagton dis″.

## Orgel
Die für die Baracke konzipierte Orgel wurde abgebaut und in der neu errichteten Kirche wieder aufgebaut. Es stellte sich jedoch heraus, dass das Instrument der Akustik des Baus, der einer Rotunde ähnelt, nicht gerecht wurde. Deshalb erhielt 1964 die Karl Schuke Berliner Orgelbauwerkstatt den Auftrag für eine neue Orgel, sie hatte bereits die erste gebaut.
Das neue Instrument auf der Empore verfügt über 17 Register und einen Tremulant mit folgender Disposition:
| I Hauptwerk C– |              |     |
| 1.             | Prinzipal    | 08′ |
| 2.             | Rohrflöte    | 08′ |
| 3.             | Oktave       | 04′ |
| 4.             | Spitzgedackt | 04′ |
| 5.             | Oktave       | 02′ |
| 6.             | Mixtur IV    | 0   |

| II Brustwerk C– |                 |     |
| 7.              | Gedackt         | 08′ |
| 8.              | Dolcan          | 04′ |
| 9.              | Blockflöte      | 04′ |
| 10.             | Rohrpfeife      | 02′ |
| 11.             | Sesquialtera II | 0   |
| 12.             | Cymbel III      | 0   |
| 13.             | Krummhorn       | 08′ |
|                 | Tremulant       |     |

| Pedal C– |             |     |
| 14.      | Subbass     | 16′ |
| 15.      | Gemshorn    | 08′ |
| 16.      | Koppelflöte | 04′ |
| 17.      | Posaune     | 08′ |

- Koppeln: II/I, I/P, II/P
- mechanische Schleiflade